# Microdebilissa diversipes
Microdebilissa diversipes is een keversoort uit de familie van de boktorren (Cerambycidae). De wetenschappelijke naam van de soort werd voor het eerst geldig gepubliceerd in 1930 door Maurice Pic.